# پروپیل پروپانوئات
پروپیل پروپانوئات (به انگلیسی: Propyl propanoate) یک ترکیب شیمیایی با شناسه پاب‌کم ۷۸۰۳ است. 